# Ole Opfinders Offer
|  | Denne artikel er oprettet af botten PalnaBot ud fra en ekstern database. Den kan derfor have sproglige fejl eller mangler. Denne skabelon kan fjernes efter kontrol af indholdet. |

Ole Opfinders Offer er en film instrueret af Lau Lauritzen Sr. efter manuskript af Lau Lauritzen Sr..

## Handling
I udkanten af landsbyen, helt nede ved stranden, ligger den gamle mølle. I over hundrede år har den gået efter vinden, men aldrig har den malet sin møller velstand til. Den velhavende Per Persson er forelsket i møllerenkens datter, men hun er slet ikke interesseret. Hun har til gengæld et godt øje til møllersvenden. En skønne dag kommer to omrejsende kammerjægere til den lille, idylliske landsby. Det er Fyrtårnet og Bivognen, der har fundet på at skaffe sig en forholdsvis behagelig levevej ved at rejse rundt og fordrive rotter. Skæbnen vil, at de to får arbejde som tjenestekarle på den gamle mølle. Bivognen har erhvervet en god ven i landsbyens smed - Ole Opfinder, og han skal vise sig behjælpelig med udlån af en opfindelse i forsøget på at komme Møller-Anes økonomiske pine til livs.